# Ваља Фетеј (Олт)
Ваља Фетеј (рум. Valea Fetei) насеље је у Румунији у округу Олт у општини Вергуљаса. Oпштина се налази на надморској висини од 199 m.

## Становништво
Према подацима из 2002. године у насељу је живело 248 становника, од којих су сви румунске националности.